# 多度の弾き猿

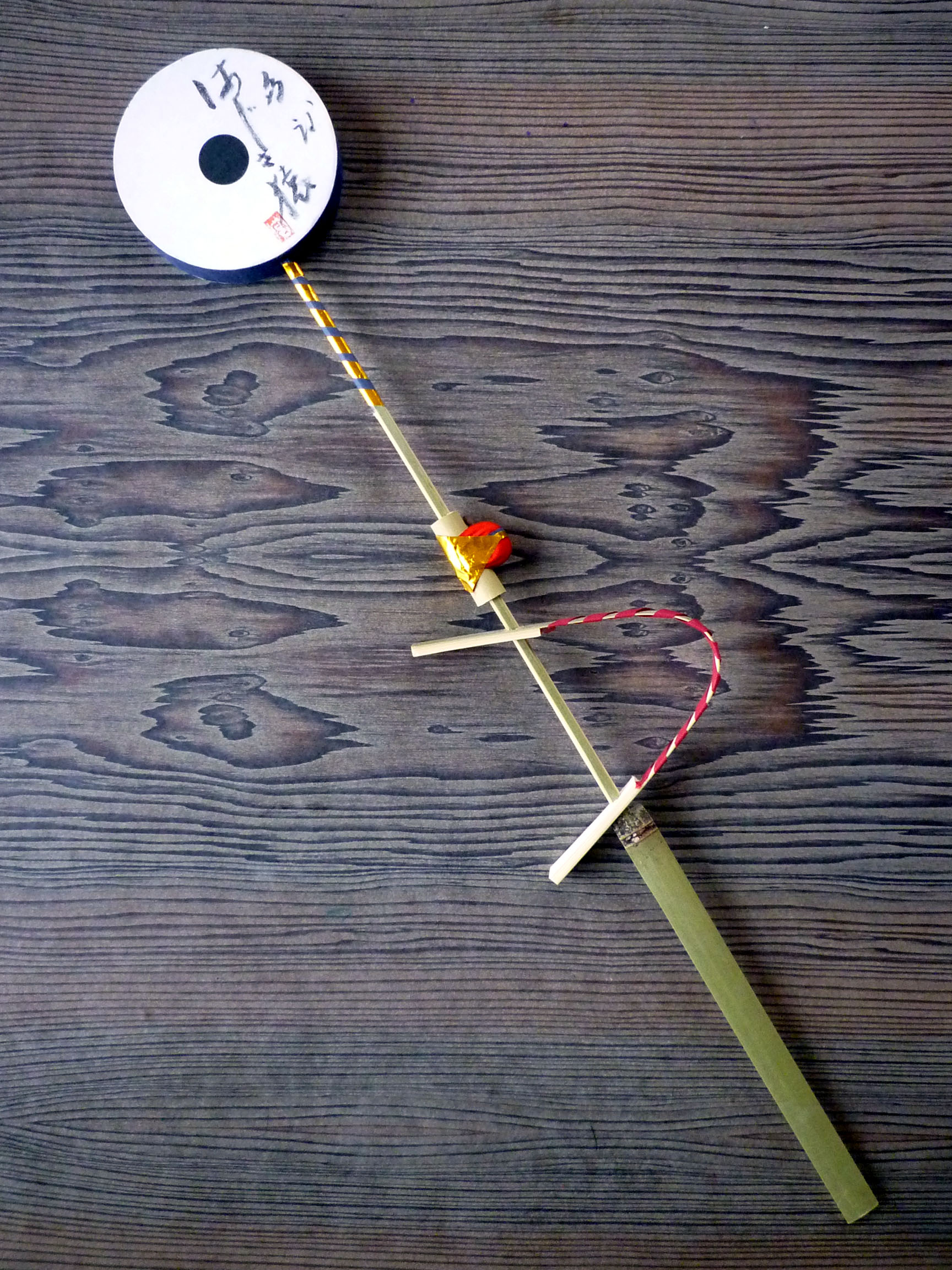
多度の弾き猿

多度の弾き猿（たどのはじきざる）は、三重県桑名市多度町の郷土玩具の弾き猿の一種で、三重県指定伝統工芸品。

## 概要
江戸時代、天保の頃から、多度大社門前町の土産物として販売されてきた。「はじきざる」の名称が「（災難を）弾き去る」という言葉と語呂が合うことから縁起物として親しまれている。

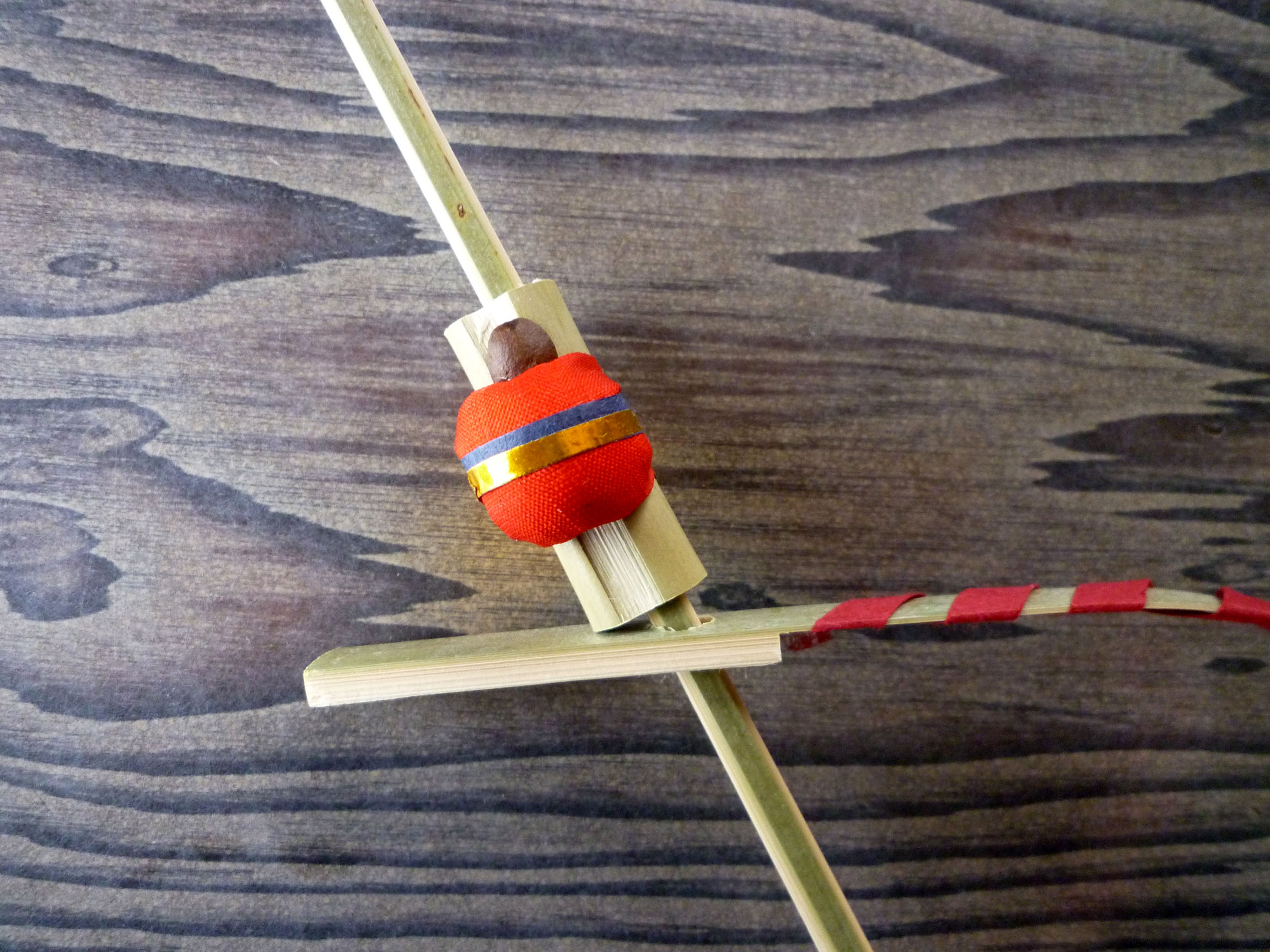
くくり猿部分の拡大画像

竹製の棒に、紅布で覆われた「くくり猿」と竹製のバネが通してあり、棒の先端には紙張りの小型の太鼓が取り付けられている。バネをはじいて猿を昇り降りさせて遊ぶ。猿が先端まで昇りきれば、太鼓と衝突して音が鳴る。太鼓を、多度大社で行われる流鏑馬の矢の的になぞらえて、中央に黒丸が墨書きされている。
2011年現在、門前町の宮川屋で製作販売されている。また、宮川屋は、小規模の「博物館」（まちかど博物館）である「はじき猿博物館」として一部、公開されており、様々な弾き猿が展示されている。